# MACS0647-JD
MACS0647-JDとは、地球から見てきりん座の方向にある天体である。地球からの距離が約319億光年と、2014年時点で最も遠い天体の1つである。

## 距離
MACS0647-JDは、観測された赤方偏移の値が95%の確かさで約10.7+0.6
−0.4である。この値は、これまで最も遠い天体であったUDFj-39546284の約10.3±0.8（68%の確かさ）を上回っており、観測史上最も遠い天体である。赤方偏移から算出されるMACS0647-JDまでの距離は約319億光年である。これは約134億年前の宇宙にある天体であることになるが、これはビッグバンからわずか約4億年後の事である。
MACS0647-JDの赤方偏移の値は、測光赤色偏移を測定する方法にて観測された。この方法は、暗い天体に適用できるものの精度は落ちる。より正確な値は分光赤色偏移によって算出すべきであるが、MACS0647-JDは暗い天体であるためこの方法が使えない。MACS0647-JDまでの真の距離を知るには、2021年に打ち上げ予定であるジェイムズ・ウェッブ宇宙望遠鏡による観測を待たねばならない。
なお、発見されている天体の中で赤方偏移の値が10を超えているのは、MACS0647-JDとUDFj-39546284のみである。また、史上初の赤方偏移の値が11の値を持つ天体かもしれない。上記の通り赤方偏移の値に不正確さはあるものの、MACS0647-JDは確実に最も遠方の天体である。ただし、MACS0647-JDの発表からほぼ1ヵ月後になって、UDFj-39546284の赤方偏移の値が11.9である可能性が示された。UDFj-39546284の値の不確かさが大きいため、今のところMACS0647-JDが最遠の天体である可能性が高いが、仮に正しい場合、UDFj-39546284が再び最遠の天体に返り咲くことになる。

## 記録について
MACS0647-JDは、観測史上最も遠い天体であり、また複数の波長で観測された天体としても最も遠い。ただし、スペクトル分析、特にライマンα輝線の測定が行われておらず、天体が銀河かどうかはわかっていない（ライマンαの森を参照）。銀河であることが確定している最も遠いものは z8_GND_5296 の290億5000万光年である。
| 名称            | 距離      | 赤方偏移 | 種類       | 備考                                                                    |
| --------------- | --------- | -------- | ---------- | ----------------------------------------------------------------------- |
| UDFj-39546284   | 326億光年 | 11.9     | 銀河?      | MACS0647-JD発見以降に示された新たな値（以前は10.3）。不確かさが大きい。 |
| MACS0647-JD     | 319億光年 | 10.7     | 銀河?      | 複数の波長で観測されている。                                            |
| UDFj-39546284   | 317億光年 | 10.3     | 銀河?      | 前回のレコードホルダー。後に11.9の値が示された。                        |
| MACS1149-JD1    | 309億光年 | 9.6      | 銀河?      | 複数の波長で観測されている。                                            |
| UDFy-33436598   | 301億光年 | 8.6      | 不明       |                                                                         |
| UDFy-38135539   | 300億光年 | 8.5549   | 銀河?      | 正確な赤方偏移が求まっている中では最も遠い天体。                        |
| A1689-zD1       | 291億光年 | 7.6      | 銀河?      |                                                                         |
| z8_GND_5296     | 291億光年 | 7.51     | 銀河       | 銀河であることが証明されている中で最も遠い銀河。                        |
| ULAS J1120+0641 | 286億光年 | 7.085    | クエーサー | 最も遠いクエーサー。                                                    |

## 物理的性質
MACS0647-JDは、恐らく銀河であり、それも極めて初期の形態を持つ原始銀河と考えられている。ただし、銀河であると証明するための分光観測は行われておらず、あくまでも推定である。MACS0647-JDの直径はわずか600光年以下であり、これは銀河系の10万光年と比べればはるかに小さい。また、より近い位置にある銀河の観測から、この時代の銀河の直径は2000光年であると予想されてきたが、それよりも小さいことになる。銀河系をはじめとした現在の時代にある銀河は、MACS0647-JDのような小さな銀河が数十回から数千回も繰り返し衝突した結果、合体して大きくなったのではないかと言われている。銀河系の年齢などを考えると、MACS0647-JDの時代から13億年までの間にこの衝突が行われなければならない。MACS0647-JDに含まれる恒星のみの質量は太陽の1億倍から10億倍と推定されており、これは銀河系の100分の1から1000分の1しかない重さである。見えないダークマターを含めた質量も100億太陽質量ではないかと言われている。
MACS0647-JDの色は深い赤色をしているが、これは赤方偏移によって光の波長が引き伸ばされた結果の色である。MACS0647-JDは宇宙初期の天体であるため、MACS0647-JDを構成する恒星は大質量星であることが予想される。このため、MACS0647-JDの実際の色は紫外線に富んだ青白い色をしていると考えられている。この紫外線が赤方偏移によって可視光の赤色まで波長が引き伸ばされた結果が、現在の地球で見られる色である。MACS0647-JDからの強力な紫外線は、周辺にある宇宙の晴れ上がりで電気的に中性となった水素を再電離し、宇宙の暗黒時代と同じ状況を作り出している可能性がある。そうだとすれば、MACS0647-JDが小さく見えるのは、電離した水素に邪魔されて放射が少なく観測されているためである可能性もある。
MACS0647-JDの後退速度は29万5444km/sであり、これは光速の98.6%に達する。ただしこれは見かけの話であり、実際には空間の膨張を考慮すると65万7890km/s、光速の2.32倍である。

## MACSJ0647.7+7015
MACS0647-JDは極めて遠方にあるため、通常の観測では暗すぎて観測できないはずである。しかし、MACS0647-JDの手前には、地球から見て72億8700万光年先にMACSJ0647.7+7015という巨大な銀河団が存在する。MACS0647-JDは、MACSJ0647.7+7015の重力による重力レンズ効果によって像が3つに分裂している。この重力レンズ効果による2倍近い増光によって、MACS0647-JDは観測することが出来たのである。MACS0647-JDの3つの像は、明るい順にそれぞれJD1、JD2、JD3と名づけられている。JD1とJD2は見かけの位置が近くにあるが、JD3はやや離れている。
|        |       | JD1             | JD2             | JD3             | 合計            |
| ------ | ----- | --------------- | --------------- | --------------- | --------------- |
| 赤経   | 赤経  | 06h 47m 55.731s | 06h 47m 53.112s | 06h 47m 55.452s | 06h 47m 45.90s  |
| 赤緯   | 赤緯  | +70° 14′ 35.76″ | +70° 14′ 22.94″ | +70° 14′ 38.09″ | +70° 15′ 02.99″ |
| AB等級 | F140W | 26.90 ± 0.17    | 27.15 ± 0.17    | 27.86 ± 0.17    | 26.04 ± 0.11    |
| AB等級 | F160W | 25.88 ± 0.09    | 26.07 ± 0.07    | 27.34 ± 0.10    | 25.07 ± 0.05    |

## 観測
MACS0647-JDは、ハッブルによる銀河団拡大観測および超新星サーベイ (Cluster Lensing And Supernova survey with Hubble, CLASH) プロジェクトによって、ハッブル宇宙望遠鏡によって撮影された17ものフィルターによる画像の中から、2012年2月に赤方偏移に由来する強い赤色の天体として発見された。ただし、赤い天体はより近い位置にある恒星や褐色矮星、古い銀河である可能性もあるため、研究チームは数ヶ月かけてそれらの可能性を排除していった。これにはスピッツァー宇宙望遠鏡も観測に用いられており、この位置にもし近い位置の天体であれば観測される遠赤外線で明るい天体が無かったことから、MACS0647-JDが遠方にある天体である事が判明した。論文は2012年11月15日に掲載された。